# République de l'Oural
1993–1993
(4 mois et 8 jours)
Entités précédentes :
- Oblast de Sverdlovsk

Entités suivantes :
- Oblast de Sverdlovsk

La république de l'Oural (en russe Уральская Республика, Oural'skaïa Riespoublika) est un sujet non reconnu de la fédération de Russie qui exista du 1er juillet 1993 au 9 novembre 1993 dans les limites de la région de l'oblast de Sverdlovsk. Elle a été créée à la suite d'un référendum organisé le 12 avril 1993 par Eduard Rossel.
Elle a été organisée par une équipe de politiciens locaux, dont l'un d'eux, Anton Bakov,, est également l'auteur du projet d'une monnaie pour la République, le franc de l'Oural.

## Histoire
- 25 avril - La question de l'octroi du statut de république à l'oblast de Sverdlovsk est soumise à référendum.
- 1er juillet – Le conseil régional de Sverdlovsk adopte une décision sur la proclamation de la République de l'Oural.
- 14 septembre - Les dirigeants des régions de Sverdlovsk, Perm, Tcheliabinsk, Orenbourg et Kourgan décident de participer au développement du modèle économique de la république de l'Oural sur la base des régions de l'Oural. Le projet de nouvelle entité territoriale reçoit le nom de « république du Grand Oural ».
- 27 octobre - Le conseil régional de Sverdlovsk approuve la Constitution de la république de l'Oural. Le texte de la Constitution est publié dans le « Journal régional ».
- 31 octobre - La Constitution de la république de l'Oural entre en vigueur.
- 2 novembre - Eduard Rossel participe à une réunion élargie du Conseil des ministres de la fédération de Russie. Lors de cette réunion, le président russe, Boris Eltsine, déclare que le désir des régions d'élever leur propre statut est un processus naturel et que le gouvernement doit en tenir compte.
- 5 novembre - Lors d'une conférence de presse, Eduard Rossel déclare qu'Eltsine soutient la république de l'Oural et qu'il a l'intention de poursuivre le développement de la République[4].
- 8 novembre - Le conseil régional annonce que les élections du gouverneur et les élections de l'Assemblée législative bicamérale de la république de l'Oural auraient lieu le 12 novembre[4].
- 9 novembre - Décret présidentiel numéro 1874 sur la dissolution du conseil régional de Sverdlovsk, puis, le 10 novembre, décret no 1890 sur la révocation d'Eduard Rossel. Toutes leurs décisions concernant la République de l’Oural sont déclarées nulles et non avenues. Valery Trouchnikov est nommé à la tête de l'administration de l'oblast de Sverdlovsk.